# Northern Cay
Northern Cay är en ö i Belize. Den ligger i distriktet Belize, i den östra delen av landet, 140 km öster om huvudstaden Belmopan.